# Edmund Korczak-Świerzyński
Edmund Korczak-Świerzyński lub Świeżyński herbu Korczak (ur. 5 maja 1899 w Czołczynie, zm. 16 czerwca 1920 pod Wereśnią) – podporucznik piechoty Wojska Polskiego.

## Życiorys
Urodził się 5 maja 1899 w Czołczynie, w rodzinie Wacława i Pelagii z Romockich.
W czasie I wojny światowej walczył w Legionach Polskich, a w czasie wojny z bolszewikami walczył w szeregach 34 Pułku Piechoty jako podporucznik. Poległ 16 czerwca 1920 w czasie wypadu I batalionu na Wereśnię, w byłym powiecie radomyskim guberni kijowskiej. 22 kwietnia 1938 został pośmiertnie odznaczony Krzyżem Niepodległości „za pracę w dziele odzyskania niepodległości”. Jako adres rodziny zanotowano: Magdelena Leopoldowa, zam. folwark Dziektarzew.